# Супергерой на полставки
«Супергерой на полставки» (англ. Penn Zero: Part-Time Hero) — американский мультипликационный сериал, созданный Disney Television Animation для Disney XD. Сериал дебютировал 5 декабря 2014 года в качестве предварительного просмотра, за которым последовала официальная премьера 13 февраля 2015 года. Сериал был заказан 16 октября 2013 года, а релиз был запланирован на осень 2014 года. Соавтор серии, Джаред Буш, также соавтор фильма Walt Disney Animation Studios «Зверополис».
22 апреля 2015 года было объявлено, что сериал был продлён на второй сезон. 19 июля 2016 года было объявлено, что шоу закончится после двух сезонов. Часовая серия финала «В конце миров» вышла 28 июля 2017 года. Всего было выпущено 35 серий.

## Сюжет
Серия следует за приключениями Пенна Зиро, который неожиданно наследует работу своих родителей: быть героем на полставки. Пенн должен путешествовать по разным мирам, чтобы взять на себя роль героя в этом мире. С помощью своих друзей, Буна и Саши, он должен спасти миры от Риппена, злодея на полставки и учителя искусств в школе Пенна и Ларри директора в той же школе. Как показано в трейлере Comic Con 2016, во втором сезоне Пенн пытается найти два осколка, которые помогут триангулировать местоположение «Самого опасного мира, которого только можно вообразить», и спасти его родителей.